# Katedra Chrystusa Żyjącego Zbawiciela w Kolombo
Katedra Chrystusa Żyjącego Zbawiciela (ang. Cathedral of Christ the Living Saviour) – anglikańska świątynia znajdująca się w lankijskim mieście Kolombo. Siedziba diecezji Kolombo należącej do Kościoła Cejlonu.

## Położenie
Kościół znajduje się przy skrzyżowaniu ulicy Bauddhaloka Mawath (dawna Bullers Road) z Wijerama Mawatha (dawna McCarthy Road), na przedmieściach Kolombo. Teren należący do kościoła ma powierzchnię 10 akrów, prócz katedry znajduje się na nim rozległy ogród.

## Historia
Diecezję Kolombo ustanowiono w 1845 roku. W 1879 rząd kolonii Cejlonu przyznał diecezji teren na wyspie Niewolników (ang. Slave Island) pod budowę katedry. W 1890 decyzja ta została cofnięta na potrzeby wojska. Ostatecznie diecezji przekazano kolejny teren, przy Bullers Road. 7 listopada 1945 na miejscu, gdzie miała znajdować się świątynia, ustawiono tablice pamiątkowe. 28 października 1968, podczas uroczystości prowadzonej przez bpa Harolda de Soysę, wmurowano kamień węgielny. Projekt sporządzili T. W. Wynne-Jones oraz Wilson Peiris. Konsekracja katedry odbyła się 7 listopada 1973, uroczystościom przewodniczył bp Cyril Abeynaike.

## Architektura i wyposażenie
Wygląd świątyni nawiązuje do tradycyjnej architektury cejlońskiej. Główna część kościoła ma kształt ośmiokąta. Ołtarz główny wykonano z cejlońskiego drewna, ozdobiony jest rzeźbami wykonanymi przez lokalnych artystów oraz płytami z mosiądzu.